# Бенин на Летњим олимпијским играма 2004.
Бенин је осми пут учествовао на Летњим олимпијским играма 2004. у Атини са четворо спортиста (2 мушкарца и 2 жене) који су се такмичили у два спорта.
На свечаном отварању заставу Бенина је носила атлетичарка Fabienne Feraez.
Спортисти нису освојили ниједну медаљу, па је Бенин остао у групи земаља које нису освајале медаље на олимпијским играма.

## Учесници по спортовима
| Спорт     | Мушкарци | Жене | Укупно |
| --------- | -------- | ---- | ------ |
| Атлетика  | 1        | 1    | 2      |
| Пливање   | 1        | 1    | 2      |
| Укупно(2) | 2        | 2    | 4      |

## Резултати по дисциплинама

### Атлетика

#### Мушкарци
| Атлетичар Лични рекорд   | Дисциплина | Група    | Група    | Четвртфинале     | Четвртфинале     | Полуфинале       | Полуфинале       | Финале           | Финале  | Детаљи |
| Атлетичар Лични рекорд   | Дисциплина | Резултат | Место    | Резултат         | Место            | Резултат         | Место            | Резултат         | Место   | Детаљи |
| ------------------------ | ---------- | -------- | -------- | ---------------- | ---------------- | ---------------- | ---------------- | ---------------- | ------- | ------ |
| Souhalia Alamou 19,31 НР | 400 м      | 10,48    | 4 у г. 9 | Није се пласирао | Није се пласирао | Није се пласирао | Није се пласирао | Није се пласирао | 48 / 84 |        |

### Жене
| Атлетичарка Лични рекорд | Дисциплина | Група    | Група        | Четвртфинале | Четвртфинале | Полуфинале        | Полуфинале        | Финале            | Финале  | Детаљи         |
| Атлетичарка Лични рекорд | Дисциплина | Резултат | Место        | Резултат     | Место        | Резултат          | Место             | Резултат          | Место   | Детаљи         |
| ------------------------ | ---------- | -------- | ------------ | ------------ | ------------ | ----------------- | ----------------- | ----------------- | ------- | -------------- |
| Fabienne Feraez 23,46    | 200 м      | 23,12 НР | 4 у гр. 6 КВ | 23,24        | 5 у гр. 3    | Није се пласирала | Није се пласирала | Није се пласирала | 21 / 43 | [ мртва веза ] |

### Пливање

#### Мушкарци
| Пливач       | Дисциплина    | Група | Група   | Полуфинале       | Полуфинале       | Финале           | Финале           | Детаљи         |
| Пливач       | Дисциплина    | Време | Пласман | Време            | Пласман          | Време            | Пласман          | Детаљи         |
| ------------ | ------------- | ----- | ------- | ---------------- | ---------------- | ---------------- | ---------------- | -------------- |
| Alois Dansou | 50 м слободно | 24,86 | 60/83   | Није се пласирао | Није се пласирао | Није се пласирао | Није се пласирао | [ мртва веза ] |

#### Жене
| Пливачица           | Дисциплина     | Група   | Група   | Полуфинале        | Полуфинале        | Финале            | Финале            | Детаљи         |
| Пливачица           | Дисциплина     | Време   | Пласман | Време             | Пласман           | Време             | Пласман           | Детаљи         |
| ------------------- | -------------- | ------- | ------- | ----------------- | ----------------- | ----------------- | ----------------- | -------------- |
| Gloria Koussihouede | 100 м слободно | 1:30,90 | 50/51   | Није се пласирала | Није се пласирала | Није се пласирала | Није се пласирала | [ мртва веза ] |